# Santa Lucía Cotzumalguapa
Santa Lucía Cotzumalguapa ist eine Stadt mit ca. 50.000 Einwohnern und eine ca. 530 km² große Gemeinde (municipio) mit etwa 130.000 Einwohnern im Vorland des Pazifiks im Süden Guatemalas. Nach der Stadt ist die sogenannte Cotzumalhuapa-Kultur mit den bedeutenden Fundstellen El Baúl und Bilbao benannt.

## Lage und Klima
Santa Lucía Cotzumalguapa liegt in einer Höhe von etwa 370 m und ist etwa 86 km (Fahrtstrecke) in südwestlicher Richtung von der Landeshauptstadt Guatemala-Stadt und etwa 25 km von der Departements-Hauptstadt Escuintla im Osten entfernt. Etwa 40 km Luftlinie bzw. 75 km Fahrtstrecke trennen die Stadt von Puerto San José am Pazifischen Ozean, der für das schwülheiße Klima verantwortlich ist. Im Hintergrund wird die Landschaft dominiert von den Vulkanbergen des Hochlands, vor allem vom Vulkan Fuego, der häufig aktiv ist und mineralstoffreiche Aschewolken ausspeit.

## Wirtschaft
In der Umgebung der Stadt befinden sich ausgedehnte Zuckerrohrplantagen, die das ganze Jahr über Erträge liefern. Das Schneiden des Zuckerrohrs mit Hilfe von Macheten ist immer noch mühselige Handarbeit; lediglich für die Verladung und den Transport der 2 bis 4 m langen Zuckerrohrstangen werden Gabelstapler und LKW eingesetzt. Aus der Melasse, einem dickflüssigen braunen Abfallprodukt im Raffinierungsprozess des Zuckerrohrsaftes wird klarer Alkohol destilliert, der anschließend über Jahre in gebrauchten Sherry- oder Whiskyfässern aus Eichenholz zu braunem Rum heranreift; der weiße Rum (Bacardi) lagert dagegen in Metalltanks.

## Geschichte
Wie die archäologischen Funde auf den 3 bis 5 km nördlich gelegenen Fincas El Baúl und Bilbao beweisen, war das Umland schon in präkolumbischer Zeit besiedelt. Während der Spätklassik (ca. 600–900 n. Chr.) erreichte die Cotzumalhuapa-Kultur ihren Höhepunkt. Möglicherweise reichte ihr Einfluss bis nach Cara Sucia in El Salvador. Um das Jahr 1000 wurde der Ort von seinen Bewohnern – wenn auch nicht vollständig – verlassen.
Bis zu einer Feuersbrunst im Jahr 1715 hieß die Stadt Santiago Cotzumalguapa; dem Apostel Jakobus, dem Schutzpatron der spanischen Ritter während der Reconquista, waren viele Kirchen und Orte in Mittel- und Südamerika geweiht. Später wurde der Name zur Ehren der Schutzpatronin Lucia von Syrakus geändert.
Im Jahr 1866 wurde auf dem Gebiet der ehemaligen Kaffeeplantagen El Baúl und Bilbao eine Vielzahl steinerner Artefakte entdeckt, von denen einige wenige Jahre später den Weg in Museen, darunter auch in das Ethnologische Museum von Berlin, fanden.
Der Eisenbahnunfall von Buena Vista ereignete sich 1962.

## Sehenswürdigkeiten
- Die Kirche des Ortes stammt mit Sicherheit aus der Zeit nach 1715, als eine Feuersbrunst die Stadt verwüstete. Ihre Fassade besteht aus einem ausgewogen gestalteten Mittelteil mit seitlichen Flankentürmen, die vorwiegend zur Stabilisierung dienten. Während die Türme – wie üblich – im unteren Teil schmucklos gestaltet sind, ist die Fassade durch vertikale Säulen, von denen die unteren paarweise gegeneinander gedreht sind und durch reich profilierte horizontale Gesimse gegliedert. Die Fassade endet in einem barocken Giebel mit einem aufgesetzten Kreuz, welches sich auch auf den beiden Glockenstuben der Türme findet. Die Nischen enthalten Heiligenfiguren, darunter auch die Hl. Lucia in der Mitte des Giebelfeldes. Das einschiffige Langhaus endet in einem überkuppelten Chorbereich.

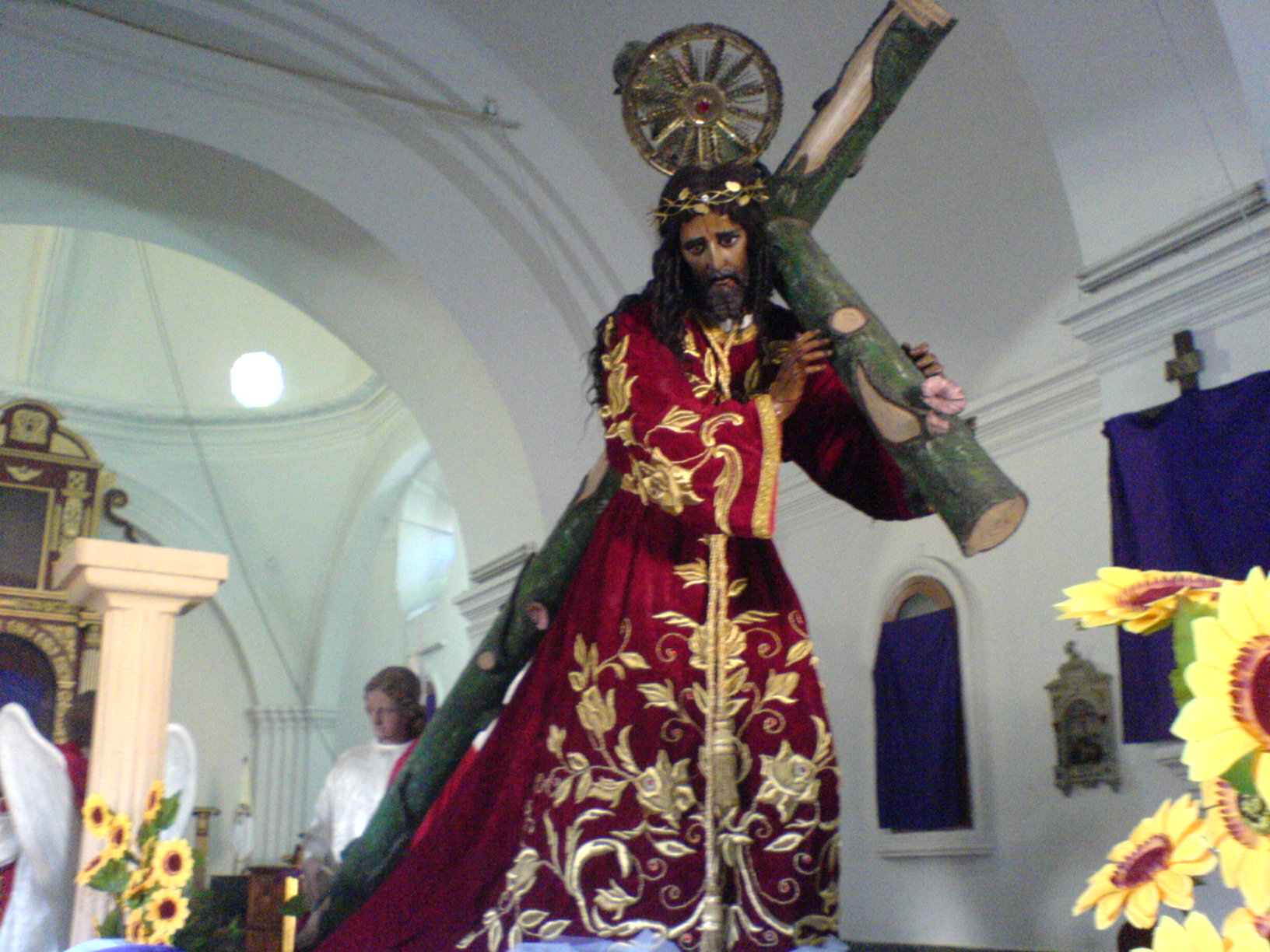
Jesús Nazareno

- Für die Bewohner des Ortes und seiner Umgebung ist weniger die Kirchenfassade von Interesse als die lebensgroße kreuztragende Passionsfigur des Jesús Nazareno, die ganzjährig in einer Seitenkapelle der Kirche zu sehen ist. Die leidende, aber dennoch mit einem reichbestickten roten Mantel bekleidete Holzfigur wird von vielen Gläubigen um Hilfe angefleht. In der Karwoche (semana santa) wird sie auf einer Prozession durch die Straßen der Stadt getragen. Die ausdrucksstarke Figur stammt wahrscheinlich noch aus spätbarocker Zeit; einige durch den Brand der Kirche angerichtete Schäden wurden restauriert und sind unter dem Mantel verborgen.
- Das Museo de la Cultura Cotzumalguapa zeigt mehrere Funde dieser schwer einzuordnenden Kulturperiode.

Umgebung
- Auf dem ca. 1,5 km nördlich der Stadt gelegenen Gelände der ehemaligen Finca Bilbao befinden sich noch 3 reliefierte Monumentalsteine in situ.
- Die Finca El Baúl befindet sich etwa 3,5 km nördlich der Stadt; ihr in den 1990er Jahren eingerichtetes Freiluftmuseum beherbergt einige der wichtigsten archäologischen Funde der Cotzumalhuapa-Kultur. Einige wenige präspanische Monumente, darunter ein perfekt behauener Monumentalkopf eines alten Mannes (oder Gottes) mit ausgeprägter Hakennase und ein Opferstein befinden sich immer noch inmitten der Zuckerrohrfelder und werden von den Indios mit Kerzen, Blumen und Alkohol verehrt.
- Ca. 6 km östlich erhebt sich der ca. 200 m hohe Vulkanfelsen des Peñon Siquinalá.
- Ca. 20 km südöstlich befindet sich der kleine Ort La Democracia. Auf dem dortigen Parque Central sind einige Steinköpfe und andere sehenswerte Skulpturen ausgestellt. Das in unmittelbarer Nachbarschaft gelegene Museo Regional de Arqueología zeigt weitere Funde.